# Gonzalo Escalante Alcocer
Gonzalo José Escalante Alcocer (Valladolid, Yucatán; 1970) es un ingeniero civil y político. Fue Presidente Municipal de Valladolid, Yucatán, en el periodo 2010-2012 y Diputado local durante el periodo de 2012-1015.

## Carrera como servidor público
Se desempeñó como Presidente Municipal del municipio de Valladolid, así como diputado representante del distrito local.  Reconocido por su labor en pro de la sociedad Vallisoletana. Reconocido en el sector oriente por su mismo cometido como diputado y criticado por ser partícipe de aprobador de reformas estructurales.

## Carrera institucional
Fue director fundador del Instituto Tecnológico Superior de Valladolid, más conocido como ITSVA durante los años 2000-2004, así como director del Conalep en el periodo de 2008-2009. Actualmente es rector de la Universidad de Oriente desde el 22 de junio de 2016.